# منطقة الإعلام (شريط المهام)

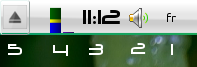
منطقة الإعلام في بيئة سطح المكتب العقاب

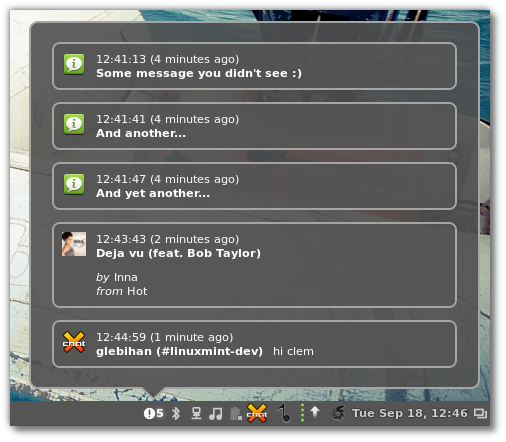
منطقة الإعلام في بيئة سطح المكتب سينامن

منطقة الإعلام أو الإشعارات (بالإنجليزية: notification area)‏, عبارة عن شريط مندمج جزئيا مع شريط المهام به مجموعة من الأيقونات: البطارية، وWi-Fi، ووحدة التخزين، والساعة والتقويم، ومركز الصيانة.
يختلف مكان وشكل المنطقة حسب نوع نظام التشغيل أو بيئات سطح المكتب , فبعض أنظمة لينكس تسمح للمستخدم بتغيير مكان المنطقة وتخصيصها تخصيصا بشكل كلي عكس الأنظمة مغلقة المصدر فهي تتيح للمستخدم تخصيصا بشكل محدود.